# Gumawang (Pecalungan)
Gumawang is een bestuurslaag in het regentschap Batang van de provincie Midden-Java, Indonesië. Gumawang telt 3696 inwoners (volkstelling 2010).